# Ambientalna inteligenca
Ambientalna inteligenca (ang. ambient intelligence, AmI) se nanaša na naprave in okolja, ki zaznavajo prisotnost ljudi in se  nanje primerno odzovejo. Ambientalna inteligenca je vizija prihodnosti naprav zabavne elektronike, telekomunikacij in računalništva, ki se je oblikovala konec 90h let dvajsetega stoletja.
V svetu ambientalne inteligence naprave usklajeno pomagajo ljudem pri opravljanju njihovih vsakodnevnih aktivnosti in nalog na način, ki je nevsiljiv in naraven. Informacije in inteligenca naprav so skriti v omrežju, ki naprave povezuje (Internet stvari, ang. Internet of Things). Z zmanjševanjem velikosti naprav, vedno boljši povezljivosti in vgrajenosti v okolje (telefoni, avtomobili, pohištvo, stavbe ipd.) postajajo naprave vedno manj opazne. Eden izmed ciljev ambientalne inteligence je, da bi bili vse naprave (senzorji, aktuatorji) nevidne, dostopen bi bil le uporabniški vmesnik.

Ambientalna inteligenca želi z uporabo tehnologij na način, ki bi najmanj bremenil uporabnike, povečati kvaliteto življenja. Zaradi hitrega staranja prebivalstva sta glavna cilja skrb za starejše in telemedicina, poleg teh pa tudi ostala področja, kot so npr. pametne zgradbe. Predpogoj za uporabo metod ambientalne inteligence je dobro poznavanje uporabnikovih navad in potreb, kar je mogoče pridobiti z analizo podatkov s številnih senzorjev, kot so:
- pospeškomeri,
- sistemi za realno-časovno poziciranje,
- sistemi za zajem gibanja itd.

Med naloge ambientalne inteligence spadajo:
- prepoznavanje aktivnosti,
- zaznavanje padcev,
- zaznavanje neobičajnih obnašanj, katerih vzrok so zdravstvene težave,
- zaznavanje neobičajnih dogodkov v okolju,
- prepoznavanje bolezni,
- ocenjevanje porabe energije,
- storitve pametnega doma (energetska učinkovitost, varnost in enostavnost uporabe) itd.

## Novejše pomembnejše knjige o ambientalni inteligenci
- Ambient Intelligence (2013)

## Revije o ambientalni inteligenci
- Journal of Ambient Intelligence and Smart Environments (JAISE) Arhivirano 2014-07-23 na Wayback Machine.